# Lambis lambis
Lambis lambis (nomeada, em inglês, Common spider conch ou Smooth spider conch; em francês, Ptérocère commun; em birmanês, na região de Myanmar, Thar man pink ku kha you) é uma espécie de molusco gastrópode marinho pertencente à família Strombidae. Foi classificada por Carolus Linnaeus em 1758, nomeada Strombus lambis na obra Systema Naturae, sendo encontrada no Indo-Pacífico, da África Oriental e mar Vermelho, passando por Índia, Sri Lanka, Japão, sudeste asiático e norte da Austrália (incluindo a Grande Barreira de Coral), até Micronésia e Melanésia. Esta é uma das mais comuns e mais amplamente distribuídas espécies de Lambis, sendo sua espécie-tipo e um dos poucos gastrópodes marinhos a exibir pronunciado dimorfismo sexual; os machos apresentam as suas conchas 30% a 45% menores que as fêmeas e são ainda caracterizados por dois pequenos calombos na parte mais larga de sua última volta (em vez de uma soldagem desses dois em um calombo mais longo e mais alto, na fêmea) e também por ter espinhos proporcionalmente menores, que não se curvam para cima, no plano do lábio externo, e são mais voltados em direção ao ápice de sua espiral. São utilizadas, as conchas, para o artesanato e venda de souvenirs, além de se obter o animal para a alimentação das populações de sua área de distribuição geográfica.

## Descrição da concha
Conchas maciças, chegando a quase 30 centímetros de comprimento, quando desenvolvidas, mas geralmente atingindo até os 18 centímetros; com formato biconico no lado oposto ao de sua abertura (espiral tão alta quanto a volta corporal) vítrea e quase lisa, em tons queimados de rosa, laranja ou salmão, mais raramente esbranquiçados; de lábio externo engrossado e com superfície externa em tons cremosos com desenhos em zigue-zague ou em manchas castanhas; dotada de 6 projeções externas, similares a chifres, e um alongado canal sifonal. Superfície externa esculpida com relevo de costelas em espiral, cobertas por nódulos, irregularmente espaçados, em suas voltas posteriores.

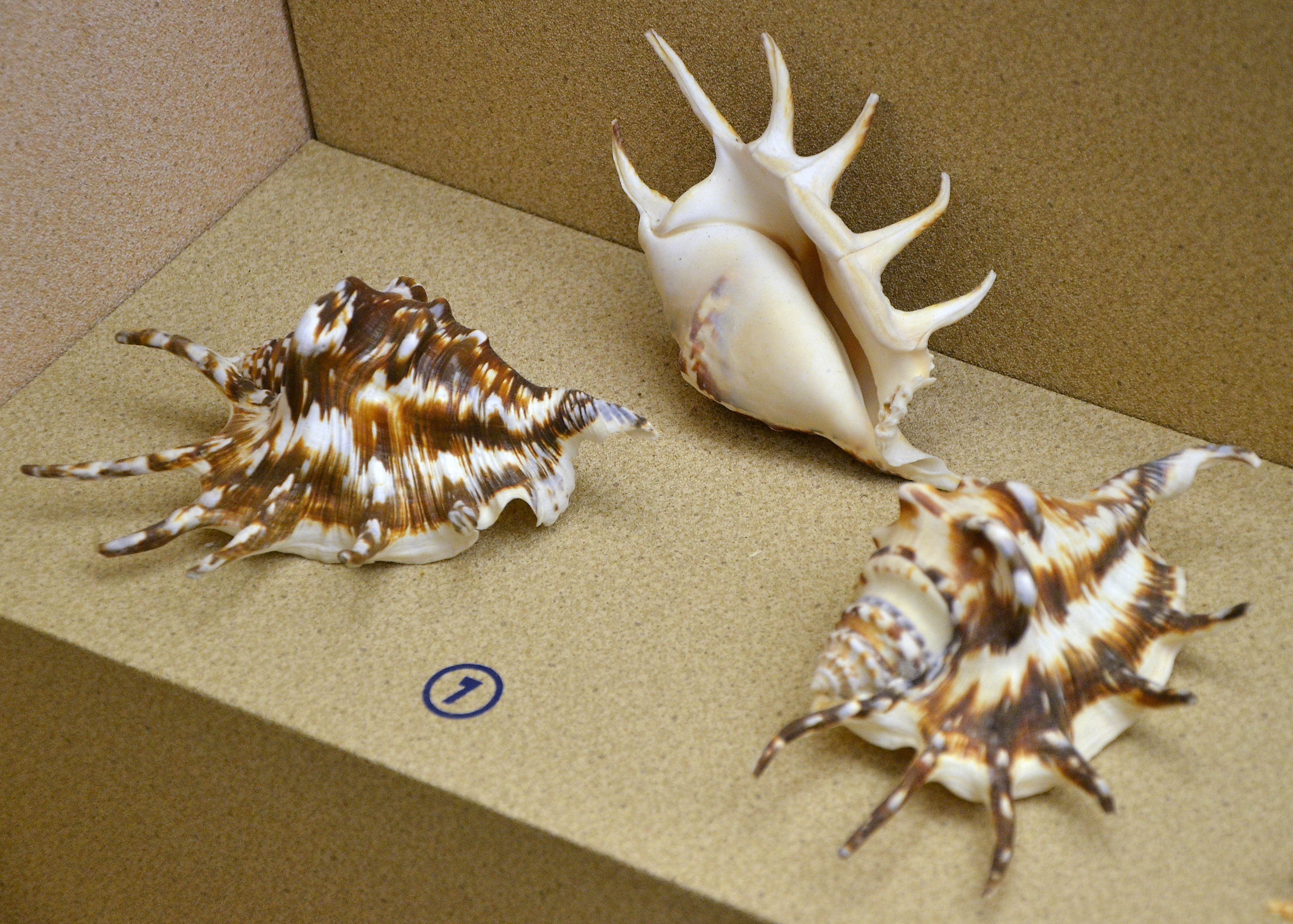
Fotografia de três conchas de L. lambis em museu de Phuket.
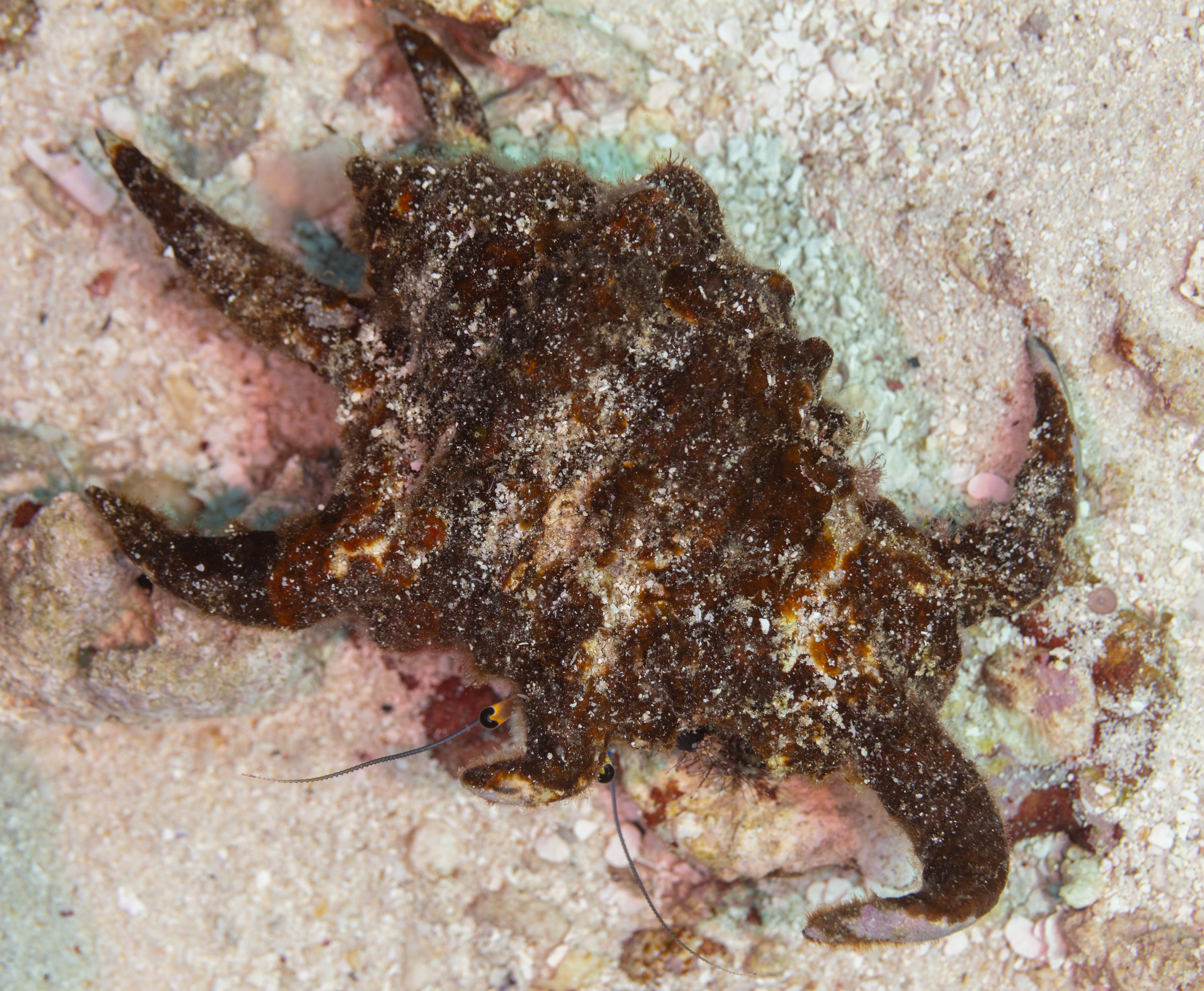
Aspeto da concha no seu habitat natural.
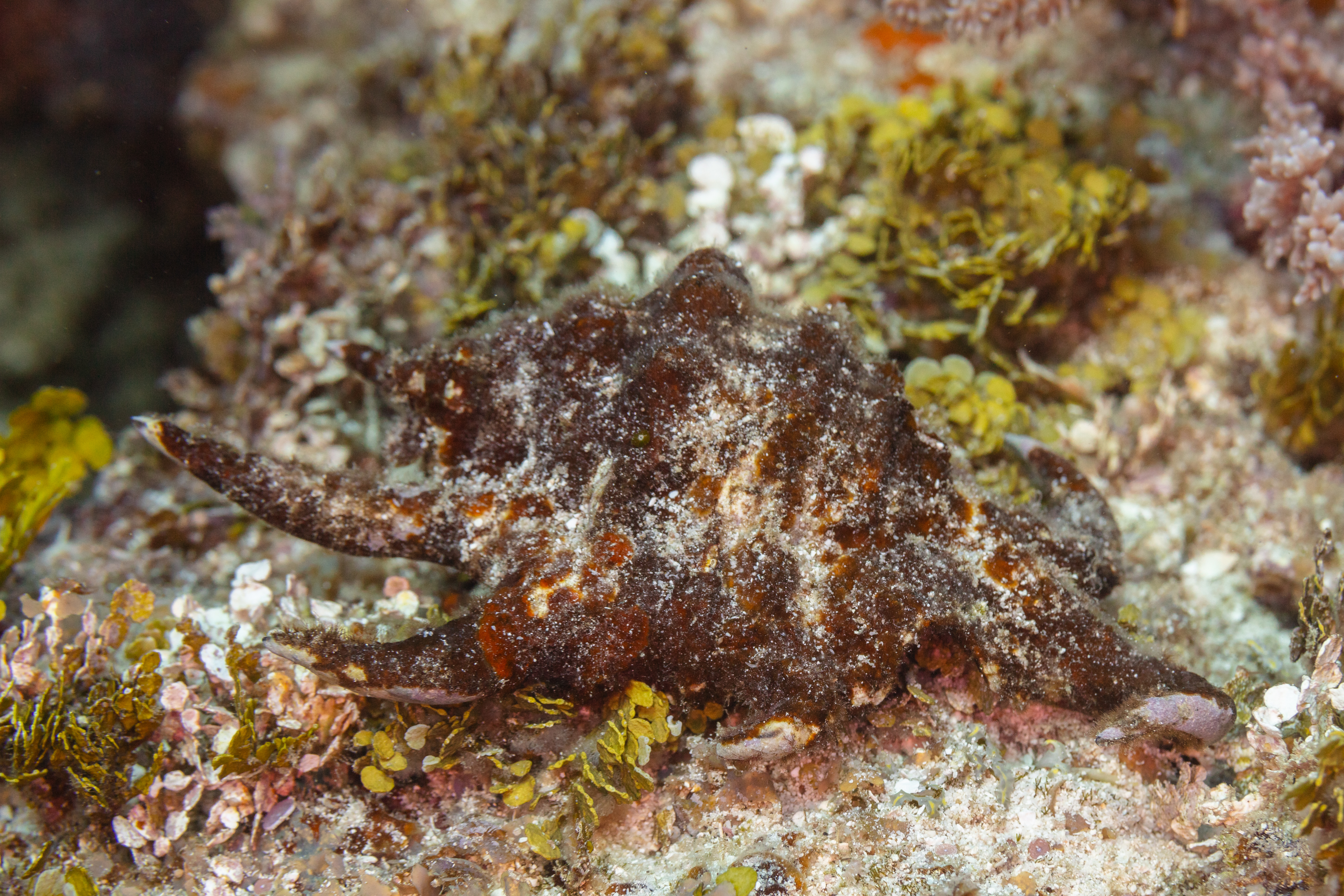
Exemplo na costa da Tanzânia.

## Habitat e hábitos
Lambis lambis ocorre em águas rasas da zona entremarés e zona nerítica, geralmente desde os 5 até os quase 25 metros, perto da costa e em habitats bentônicos e arenosos com arrecifes, entulhos de coral e bancos de ervas marinhas; podendo também ser encontrada em locais estuarinos com manguezais.